# Louise af Hessen-Kassel
Louise af Hessen-Kassel (7. september 1817 – 29. september 1898) var en tysk-dansk prinsesse af Hessen-Kassel, der var dronning af Danmark fra 1863 til 1898. Hun var datter af landgreve Vilhelm af Hessen-Kassel og prinsesse Charlotte af Danmark og blev i 1842 gift med sin slægtning prins Christian af Glücksburg, den senere kong Christian 9. af Danmark.

## Biografi

### Fødsel og familie
Prinsesse Louise blev født den 7. september 1817 i Kassel, hvor hendes far var udstationeret som en del af de danske tropper i det nærliggende Frankrig. Hendes far var den senere titulære landgreve Vilhelm af Hessen-Kassel, der tilhørte linjen Rumpenheim af Huset Hessen og var barnebarn af den regerende landgreve, Frederik 2. af Hessen-Kassel. Vilhelms fader, titulær landgreve Frederik af Hessen-Kassel, havde som ung opholdt sig ved hoffet i København sammen med sine brødre, der begge blev dansk gift, og familien havde bevaret de stærke bånd til Danmark. Louises mor var prinsesse Charlotte af Danmark, datter af arveprins Frederik, og barnebarn af kong Frederik 5.
Louises forældre havde slået sig ned i Danmark efter deres ægteskab i 1810, og de blev med kortere afbrydelser boende i landet til de døde. Vilhelm var militærkommandant over København.
Familien var på grund af deres tilknytning til Danmark modstandere af den tyske nationalisme og støttede Danmarks interesser. Familien var meget konservativ og ikke særlig populær i danske liberale og nationale kredse, der ønskede en fri forfatning og ophævelsen af enevælden.

### Ungdom
Da Prinsesse Louises var tre år, flyttede familien atter til Danmark. Louise tilbragte sin barndom og ungdom i København, hvor forældrene først havde et palæ på Sankt Annæ Plads, Prins Wilhelms Palæ, og siden boede på Amalienborg i Frederik VIII's Palæ (Brockdorffs Palæ). Louise, hendes tre søstre og ene bror, Prins Frederik, fik en tidstypisk fyrstelig opdragelse. Dertil fik Louise en alsidig dansk opdragelse for piger.
Louise var en dygtig maler og pianist, og hun fik maleundervisning hos nogen af tidens bedste kunstnere som Martinus Rørbye og Wilhelm Marstrand. Musikundervisningen stod komponisten Frederik Kuhlau for.

### Den danske arvefølge
Familien havde en vigtig position i Danmark, og den blev endnu vigtigere, da prinsesse Louises morbror, Christian 8., kom på tronen i 1839. Ikke alene var han Louises onkel og meget glad for sin søsters familie, men hans arving, den senere Frederik 7., havde ingen børn, og det betød, at der var store chancer for, at Louises familie ville arve den danske trone. Den danske kongefamilie af huset Oldenborg havde nemlig kun to prinser: Christian 8.s søn, der ikke levnede megen håb om at producere en arving, og kongens bror, Arveprins Ferdinand, der var en ældre herre og uden børn i sit ægteskab med arveprinsesse Caroline. Ifølge Kongeloven skulle kongens nærmest beslægtede kvinde arve tronen, hvis der ikke var mandlige arvinger. Det betød, at Louises bror, prins Frederik, var kommende tronfølger (næst efter deres mor).

### Ægteskab
Den 26. maj 1842 giftede Prinsesse Louise sig i sine forældres palæ på Amalienborg med sin halvfætter prins Christian af Slesvig-Holsten-Sønderborg-Glücksborg, der tilhørte en ubetydelig sidelinie af det danske kongehus. De var i familie, og han boede som Louise i København, og parret var forelsket i hinanden. Louises ambitiøse forældre var i første omgang imod partiet, men gav efter da flere medlemmer af kongefamilien lovede at støtte det unge par økonomisk. Louise og Christian fik lov til at benytte Det Gule Palæ tæt ved Amalienborg, og her skabte de rammerne om deres familie. De havde få midler til deres rådighed, og de levede pligtopfyldende efter borgerlige værdier og regelsæt i et lykkeligt ægteskab, der blev et forbillede for deres børn.

### Prinsesse af Danmark
Den problematiske danske arvefølge forværredes i 1840'erne, og Louises mor og bror opgav deres arvekrav til fordel for Louise, der overgav dem til sin mand. På den måde håbede man at holde hertugdømmerne Slesvig-Holsten i den danske Helstat.
I 1851 vedtog Statsrådet de erklæringer, hvorved landgrevinde Charlotte, hendes søn, landgreve Frederik og hendes ældste overlevende datter, Prinsesse Marie af Anhalt, skulle give afkald på deres arveret til fordel for Prinsesse Louise. Erklæringerne blev underskrevet den 18. juli 1851, hvorefter Prinsesse Louise overdrog sine rettigheder til sin mand, Prins Christian. I 1852 tilsluttede stormagterne sig dette ved den anden London-protokol, der blev underskrevet af Storbritannien, Frankrig, Rusland, Preussen og Østrig den 8. maj 1852, samt ratificeret af Danmark og Sverige. Den fastslog, at det Danske Monarki bestod af Kongeriget Danmark med hertugdømmerne Slesvig, Holsten og Lauenborg, og at prins Christian skulle arve den danske trone. Denne protokol forudsatte en ændring af Tronfølgeloven, som blev vedtaget af den danske rigsdag og underskrevet af Frederik 7. den 31. juli 1853, hvorved Christian blev tronfølger i det samlede danske monarki, når Frederik 3.s mandlige linje måtte uddø. Familien fik derefter titel af prinser og prinsesser af Danmark, og dens anseelse og fremtidsmuligheder steg betydeligt.
Som nyt tronfølgerpar fik Louise og Christian rådighed over Bernstorff slot, der blev Louises ynglingsresidens, og hvor familien ofte opholdt sig. De havde dog stadig få penge til rådighed, selv om deres økonomiske forhold blev forbedret.
Louise var en af de stærkeste modstandere af Frederik 7.s morganatiske ægteskab med grevinde Danner, født Louise Rasmussen. Louise deltog ikke i hoflivet og omgikkes aldrig Grevinde Danner. Louises eksempel blev fulgt af flertallet af kongehusets og det øverste borgerskabs kvinder. Louises families palæer dannede i stedet rammen om det københavnske selskabsliv.

### Dronning
I 1863 døde Frederik 7. efter kort tids sygdom, og Louise og Christian blev kongepar.
Parret var ikke særlig populært i befolkningen. Tidspunktet var et af de mest dramatiske politiske perioder i Danmark, og det nye kongepar var konservativt, for helstaten og tysk. Det passede ikke folkestemningen. Lige efter nederlaget i den 2. Slesvigske Krig i 1864 måtte Louise bede politiet om at beskytte Amalienborg.
Med årene voksede parrets popularitet betydeligt.
De fleste historikere er enige om, at Louise havde en ubetydelig politisk rolle. Hun så op til det enevældige Rusland, mens Christian 9. var mere pragmatisk. Louise var imod at Christian underskrev Novemberforfatningen, som han modvilligt gjorde.
I stedet for en politisk rolle blev Louise matriark i en omfattende europæisk familie. På grund af børnenes ægteskaber blev parret kendt som Europas svigerforældre.
De kendte familiesammenkomster fandt sted på Fredensborg Slot med deltagelse af børn, svigerbørn og børnebørn.
Louise dedikerede en stor del at sin tid til velgørenhed og oprettede flere asyler, Diakonissestiftelsen og Dronning Louises Børnehospital.
Dronning Louise døde 81 år gammel den 29. september 1898 på Bernstorff Slot omgivet af store dele af sin familie, der var kommet til Danmark for at være ved hendes side.

## Våbenskjold og monogram
| Dronning Louises alliancevåben | Dronning Louises monogram |

## Børn
Louise og Christian 9. fik 6 børn:
1. Frederik 8. af Danmark (1843−1912), gift med Louise af Sverige-Norge.
2. Alexandra af Danmark (1844−1925), gift med Edward VII af England.
3. Vilhelm af Danmark (Georg I) (1845−1913), konge af Grækenland.
4. Dagmar af Danmark (1847−1928), gift med kejser Alexander 3. af Rusland.
5. Thyra af Danmark (1853−1933), gift med Ernst August Hertug af Cumberland.
6. Valdemar af Danmark (1858−1939), gift med Marie af Orléans.

## Slægtskab mellem Louise og Christian
Via Frederik 5. af Danmark:
```
                          
Frederik 5.
 af Danmark
                                   |
                 +-----------------+-----------------+
                 |                                   |
         
Louise af Danmark
             
Arveprins Frederik
 af Danmark
                 |                                   |
 
Louise Karoline af Hessen-Kassel
       
Louise Charlotte af Danmark

                 |                                   |
                 |                      +------------+--------------------------+
                 |                      |                                       |
           
Christian IX
      
Louise af Hessen-Kassel
            
Frederik, prins af Hessen-Kassel

                                                                                |
                                                                     
Frederik Karl af Hessen
```

Via Frederik 2. af Hessen-Kassel:
```
                           
Frederik 2. af Hessen-Kassel

                                    |
                 +------------------+------------------+
                 |                                     |
    
Karl af Hessen-Kassel
                   
Frederik 3. af Hessen-Kassel

                 |                                     |

Louise Karoline af Hessen-Kassel
              
Vilhelm 10. af Hessen-Kassel

                 |                                     |
           
Christian IX
                     
Louise af Hessen-Kassel
```

Via George 2. af Storbritannien (desuden var Marie af Storbritannien oldemor både til Louise og Christian):
```
                           
George 2. af Storbritannien
 
                                    |
                 +------------------+------------------+
                 |                                     |
      
Louise af Storbritannien
              
Marie af Storbritannien
 
                 |                                     |
         
Louise af Danmark
                
Frederik 3. af Hessen-Kassel

                 |                                     |

Louise Karoline af Hessen-Kassel
          
Vilhelm 10. af Hessen-Kassel

                 |                                     |
           
Christian IX
                     
Louise af Hessen-Kassel
```